# Gloucester Park
Gloucester Park är en park i Storbritannien.   Den ligger i grevskapet Gloucestershire och riksdelen England, i den södra delen av landet, 150 km väster om huvudstaden London. Gloucester Park ligger 17 meter över havet.
Terrängen runt Gloucester Park är platt åt nordväst, men åt sydost är den kuperad.Runt Gloucester Park är det ganska tätbefolkat, med 192 invånare per kvadratkilometer. Närmaste större samhälle är Gloucester, 0,71 km norr om Gloucester Park. Trakten runt Gloucester Park består till största delen av jordbruksmark.